# Rocca de Gradara
La Rocca de Gradara  est une ancienne forteresse située dans la commune de Gradara, province de Pesaro et d'Urbino dans les Marches,.
Elle est située au sommet d'une colline, comprend le village historique entouré de hautes murailles s'étendant sur 800 m. Au fil du temps, le complexe défensif est devenu progressivement l'un des monuments les plus visités de la région et est maintenant le théâtre d'événements muséaux, musicaux et artistiques. Depuis décembre 2014, le ministère des Biens et des Activités culturelles le gère à travers le Centre des musées des Marches, devenu en décembre 2019 la Direction régionale des musées.

## Historique
La forteresse se dresse sur une colline à 142 m d'altitude : le donjon, la tour principale, s'élève à 30 m, dominant toute la vallée avec une vue jusqu'à la mer Adriatique, au nord, ou vers le mont Carpegna, à l'ouest.
Elle fut construite initialement vers 1150  par la puissante famille De Grifo : tombant ensuite en disgrâce auprès de la papauté, l'investiture de la Curte Cretarie leur fut retirée et confiée au chef des Guelfes de Romagne, le condottière Malatesta da Verucchio (connu comme Mastin Vecchio), ancêtre et fondateur de la dynastie Malatesta, les grands seigneurs de Rimini, Cesena et Pesaro.
C'est la famille Malatesta qui décida de construire les deux murailles, construites entre les XIIIe et XIVe siècles. En 1445, Galeazzo Malatesta décide de vendre Gradara à Francesco Sforza pour 20 000 florins d'or ; Cependant, lorsque Francesco arriva à Gradara pour en prendre possession, Sigismondo Pandolfo Malatesta, homme d'armes et mécène des arts, refusa de le lui remettre et également de lui restituer l'argent.
À la suite de cela, en 1446, Francesco Sforza, allié du comte Frédéric III de Montefeltro, se dirigea vers Gradara pour l'attaquer : son armée, bien équipée en canons, bombardes et mousquets, assiégea et attaqua durement la forteresse pendant 40 jours. Grâce au mauvais temps et à l'arrivée imminente des renforts de Malatesta, Francesco Sforza fut cependant contraint de battre en retraite, laissant Gradara aux mains de Sigismond.
La domination de la famille Malatesta sur Gradara prit fin en 1463 lorsque Sigismond Pandolfo Malatesta, excommunié par le pape Pie II, affronta directement Frédéric de Montefeltro, qui assiégea Gradara au nom des États pontificaux. La forteresse, qui avait résisté à de nombreux sièges dans le passé, dut se rendre à cette occasion, pour ensuite être cédée comme vicariat par le pape aux Sforza de Pesaro, fidèles alliés de l'Église.
Sous la seigneurie de Giovanni Sforza, le château fit l'objet d'importantes transformations visant à en faire un lieu de résidence et de représentation protégé et sûr.
Au cours des siècles, Gradara changera plusieurs fois de mains et certaines des familles les plus importantes de la péninsule se disputeront sa possession : en plus des Malatesta et des Sforza, elle deviendra la domination des Borgia et des Della Rovere, selon le sort de ces familles dans la scène politique compliquée et tumultueuse des territoires pontificaux situés dans les actuelles Marches et Romagne.
À partir de 1641, Gradara passa sous le contrôle direct des États pontificaux par l'intermédiaire des légats pontificaux, commençant ainsi sa longue agonie.
Lorsqu'en 1920 la famille Zanvettori acheta la Rocca de Gradara, le château et les murailles d'enceinte furent réduits à l'état de ruines. Umberto Zanvettori a financé la restauration du château et des murs de la ville et, bien qu'intervenant dans une restauration plus interprétative que philologique, il a ramené le village fortifié à sa splendeur d'origine.
En 1928, la forteresse fut vendue à l'État italien, avec droit d'usufruit à la veuve de Zanvettori, Alberta Porta Natale, jusqu'en 1983.

## Galerie

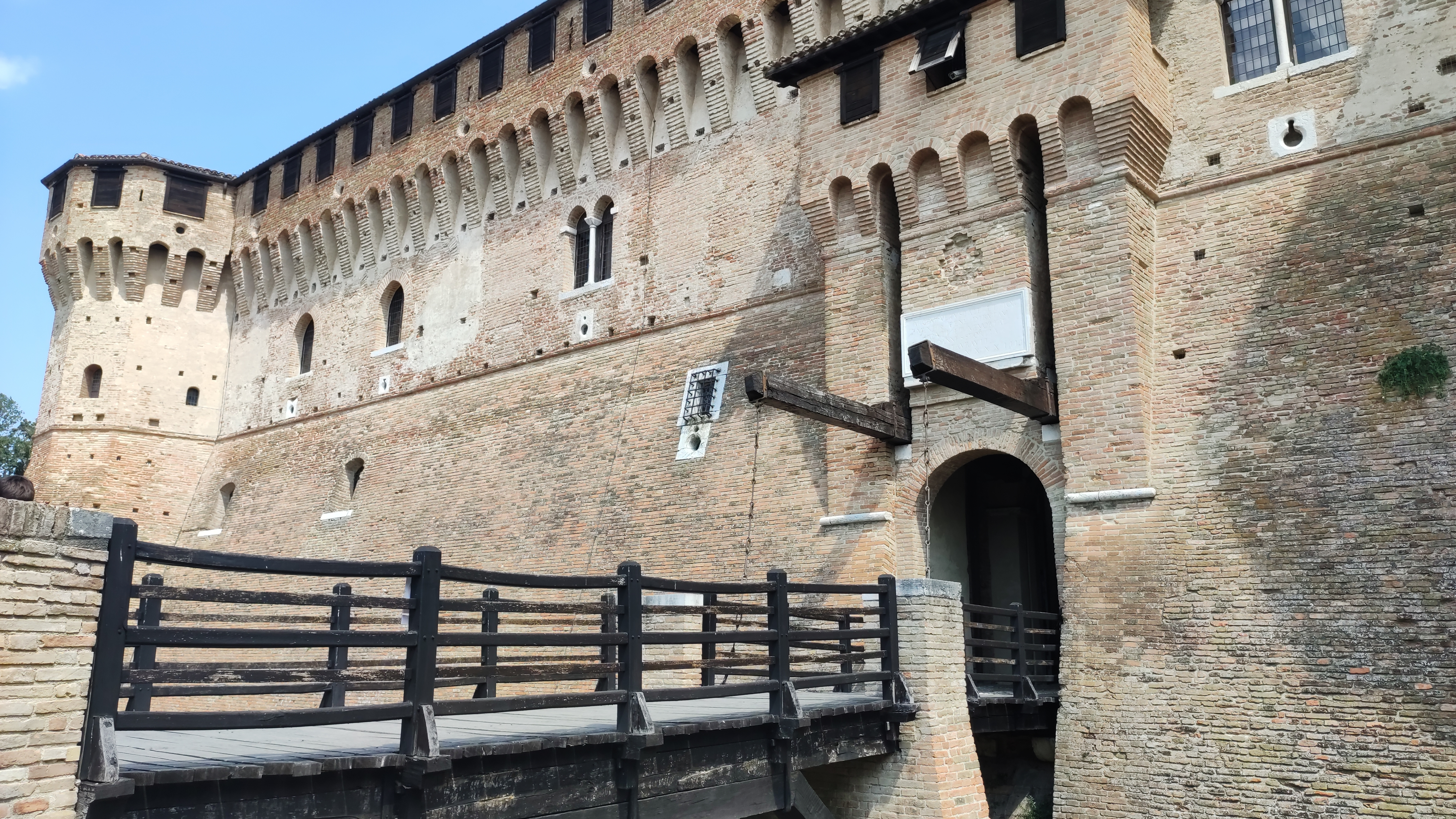
L'entrée du château.
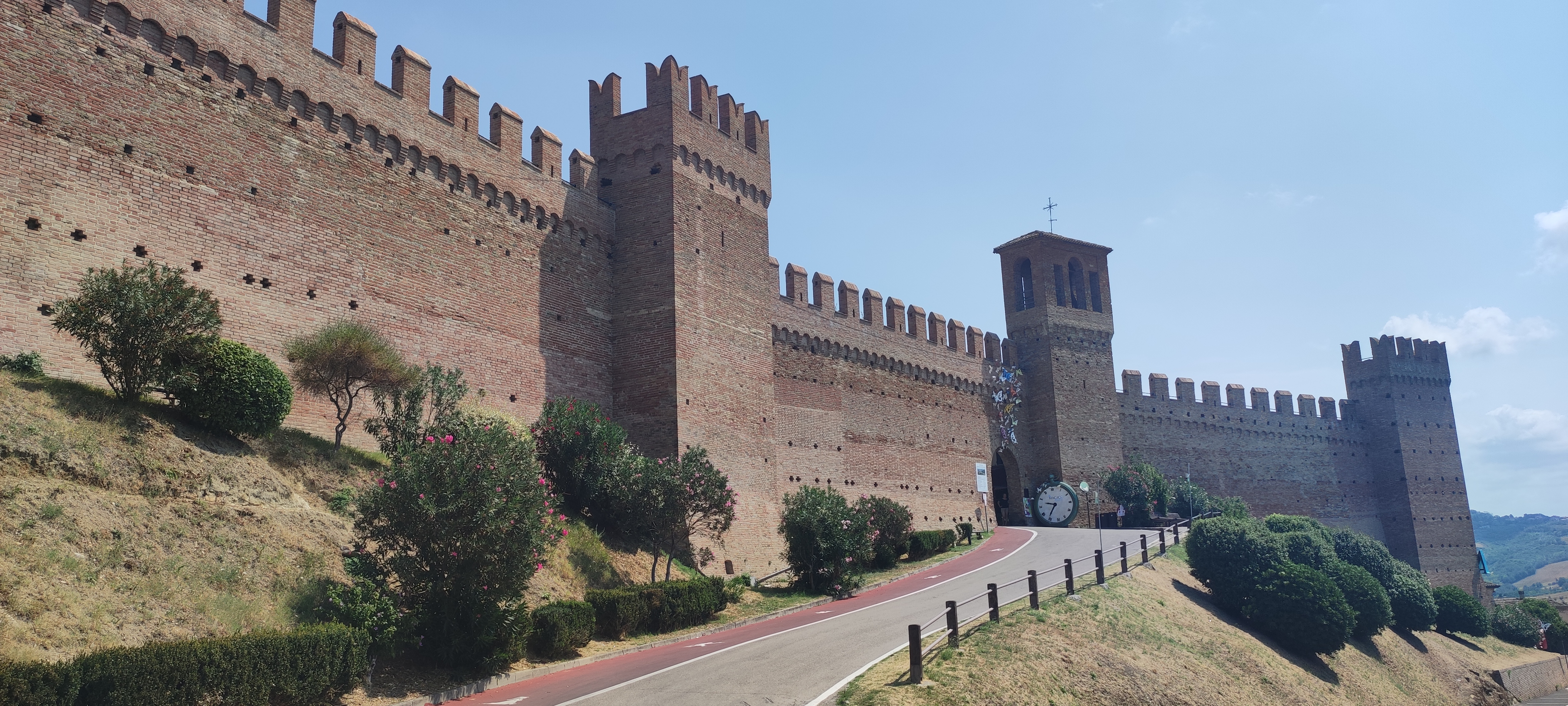
La muraille.